# Себастиен Жапризо
Жан-Батист Роси (на френски: Jean-Baptiste Rossi) е френски преводач, сценарист, режисьор, поет и писател на произведения в жанра драма, трилър и криминален роман. Пише и под псевдонима Себастиен Жапризо (на френски: Sébastien Japrisot), който е анаграма на името му, и Робърт Хуарт (Robert Huart). Познат е и като „френския Греъм Грийн“.

## Биография и творчество
Жан-Батист Роси е роден на 4 юли 1931 г. в Марсилия, Франция, в италианско семейство. Отгледан е от семейството на майка си. Завършва гимназия „Тиер“ в родния град. Още като гимназист пише първата си книга „Les Mal Partis“ е публикувана през 1950 г., която е любовна история между ученик и монахиня.
След гимназията следва в Сорбоната. За да се издържа прави преводи на романите на Кларънс Малфорд, Луис Л'Амур и Селинджър, ползвайки псевдонима Робърт Хуарт. После има успешна кариера в рекламата.
Първият му криминален роман „Compartiment tueurs“ (Купе за убийци) е издаден през 1962 г. Той е много успешен и през 1965 г. е екранизиран в едноименния филм на Костас Гаврас с участието на Симон Синьоре и Ив Монтан.
Следващият му роман „Капан за Пепеляшка“ е издаден през 1963 г. През 1965 г. е екранизиран в едноименния филм на Андре Каят с участието на Дани Карел и Маделин Робинсън.
През 1966 г. е издаден романа му „La Dame dans l'auto avec des lunettes et un fusil“ (Дамата в колата с очила и пистолет), който има неколкоратни екранизации.
През 1977 г. е издаден романът му „L'Été meurtrier“ (Убийствено лято). Той получава наградите „Дьо Маго“ и наградата на Шведската академия. През 1983 г. е екранизиран в едноименния филм на Жан Бекер с участието на Изабел Аджани и Ален Сушон.
Романът му „Най-дългият годеж“ от 1991 г. получава наградата „Интералие“ и е екранизиран през 2004 г. с участието на Одре Тоту.
Жан-Батист Роси умира на 4 март 2003 г. във Виши, Франция.

## Произведения

### Самостоятелни романи
- Les Mal Partis (1950)
- Visages de l'amour et de la haine (1950)
- L'Odyssexe (1965)
- La Passion des femmes (1986)
Любимецът на жените, изд.: ИК „Ентусиаст“, София (2014), прев. Силвия Колева

### Криминални романи
- Compartiment tueurs (1962)
- Piège pour Cendrillon (1963) – Голямата награда за криминален роман на годината
Капан за Пепеляшка, изд.: ИК „Ентусиаст“, София (2016), прев. Силвия Колева
- La Dame dans l'auto avec des lunettes et un fusil (1966) – награда „Сребърен кинжал“
Пътуващият труп, изд. ДФ „Булфстарс ООФ“ (1991), прев. Татяна Белевич
- L'Été meurtrier (1977) – награда „Дьо Маго“ и награда на Шведската академия
- Un long dimanche de fiançailles (1991) – награда „Интералие“
Най-дългият годеж, изд.: ИК „Колибри“, София (2007), прев. Силвия Колева

### Сценарии
- La Machine à parler d'amour (1967)
- Adieu l'ami (1968)
- The Lady in the Car with Glasses and a Gun (1970)
- La Course du lièvre à travers les champs (1972)
- Le Passager de la pluie (1992)

### Екранизации
- 1961 La machine à parler d'amour
- 1965 Compartiment tueurs
- 1965 Piège pour Cendrillon
- 1968 Сбогом, приятелю, Adieu l'ami
- 1970 Пътник на дъжда, Le passager de la pluie
- 1970 The Lady in the Car with Glasses and a Gun – по романа „La dame dans l'auto avec des lunettes et un fusil“
- 1972 La course du lièvre à travers les champs
- 1975 Историята на О, Histoire d'O
- 1976 Shinsha no naka no onna – ТВ сериал, по романа „La Dame dans l'auto avec des lunettes et un fusil“
- 1983 Убийствено лято, L'été meurtrier
- 1988 Juillet en septembre
- 1992 Daam autos – по романа „Dame dans l'auto avec des lunettes et un fusil“
- 1999 Les enfants du marais
- 2001 Un crime au paradis
- 2001 Dama v ochkakh, s ruzhyom, v avtomobile – ТВ минисериал
- 2004 Най-дългият годеж, Un long dimanche de fiançailles
- 2013 Капан за Пепеляшка, Trap for Cinderella
- 2015 Дамата с очила и оръжие в колата, La dame dans l'auto avec des lunettes et un fusil